# XIII. Alfonz spanyol király
XIII. Alfonz (ismert ragadványnevén: az afrikai, spanyolul: Alfonso el Africano; Madrid, Spanyolország, 1886. május 17. – Róma, Olaszország, 1941. február 28.), Spanyolország királya 1886-os születésétől 1931-ig, amikor is kikiáltották a Második Spanyol Köztársaságot. Születésétől fogva uralkodó volt, mivel édesapja, XII. Alfonz király még születése előtt elhunyt. Régensként édesanyja, Ausztriai Mária Krisztina királyné szolgált egészen 1902-es nagykorúvá válásáig.
Az első világháború idején tanúsított békítő szerepe okán 1917-ben Nobel-békedíjra jelölték, amit végül a Vöröskereszt nyert el. A mai napig ő az egyetlen uralkodó a történelemben, akit Nobel-díjra jelöltek.

## Élete

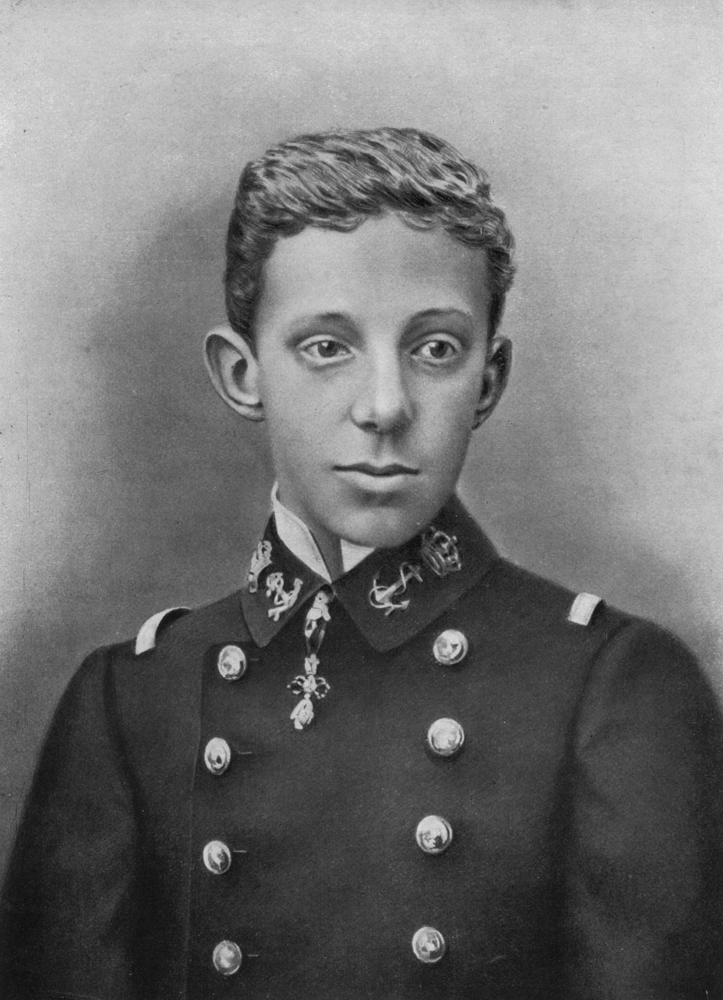
Az ifjú XIII. Alfonz spanyol király 1902-ben 16 évesen, nagykorúsításakor

XII. Alfonz spanyol királynak és második feleségének, Habsburg–Tescheni Mária Krisztina osztrák főhercegnőnek, magyar és cseh királyi hercegnőnek, Spanyolország régensének az egyetlen, utószülött fia.
Apja, XII. Alfonz tüdőbajban szenvedett, és még a szülei, II. Izabella és Bourbon Ferenc életében, három nappal a 28. születésnapja előtt, 1885. november 25-én meghalt anélkül, hogy megérte volna fia születését. Özvegye ekkor három hónapos terhes volt, és rögtön átvette a régensséget elsőszülött lányuk, Mária de las Mercedes infánsnő (1880–1904) nevében, akit azonban még nem kiáltottak automatikusan királlyá.
A régi kasztíliai trónöröklési rendszer nem tiltotta a nők trónöröklését, de a Bourbon-ház 1700. évi trónra kerülésével megszüntette ezt a hagyományt, és csak a férfi utódoknak engedélyezte a trónöröklést. Ezt törölte el VII. Ferdinánd, aki 1830-ban kibocsátotta a spanyol Pragmatica sanctiót, és ezzel lehetővé vált XIII. Alfonz nagyanyjának, II. Izabellának a trónra kerülése. Ezt vitatta VII. Ferdinánd öccse, Károly, aki után a nőági trónöröklést ellenzőket karlistáknak nevezték. Így nem jelentett gondot, hogy XII. Alfonznak lány örököse született, és a kis infánsnőt a trónörökösnek kijáró Asztúria hercege címmel ruházták fel. Természetesen a lányok csak addig lehettek trónörökösök, amíg nem születik fiú, de a második gyermek is lány lett: Mária Terézia (1882–1912), így a trónöröklési sorrend akkor nem változott.
1886. május 17-én azonban az özvegy királyné fiút szült, és rögtön őt nevezték meg az új királynak XIII. Alfonz néven.

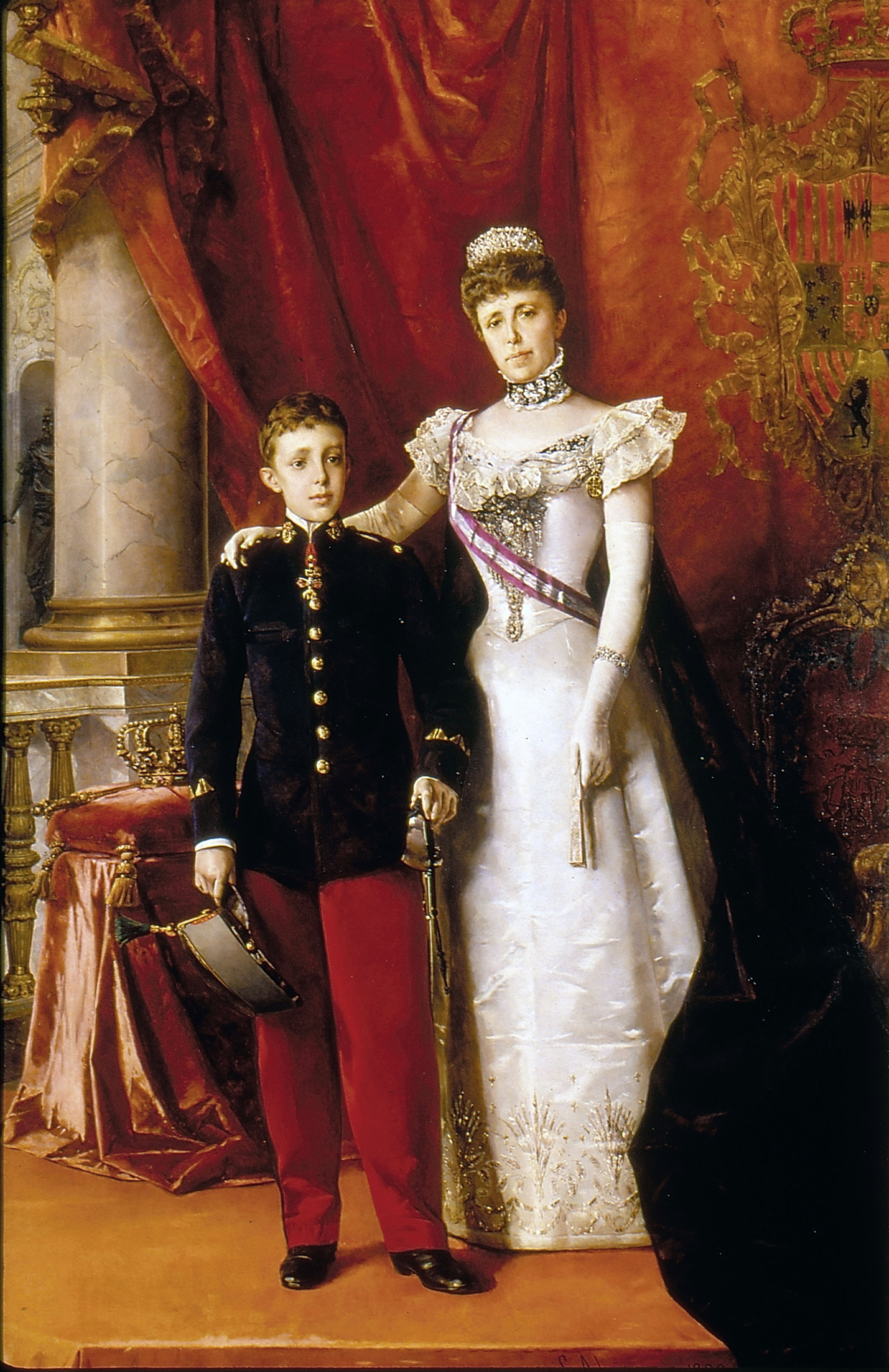
XIII. Alfonz édesanyjával, Habsburg–Tescheni Mária Krisztina királynéval, 1898/1900

Mária de las Mercedesből így nem lett királynő, hanem örökös trónörökös maradt, mert 24 éves koráig, amikor harmadik gyermekének a szülésébe halt bele 1904-ben, végig ő volt a trón örököse, hiszen addig öccsének törvényes gyermekei még nem születtek.
XIII. Alfonz nagyanyja, a trónfosztott II. Izabella királynő ekkor rossz néven vette, hogy nem őt, hanem menyét, Habsburg–Tescheni Mária Krisztina spanyol királynét nevezték ki régenssé.
Mária Krisztina 17 éven át vezette Spanyolországot. Fiának 16. születésnapján, 1902. május 17-én, akit ekkor nagykorúvá nyilvánítottak, Mária Krisztina régens átadta a hatalmat XIII. Alfonznak. Az ifjú Alfonz örököse ekkor legidősebb nővére, Mária de las Mercedes volt, majd az ő halála (1904) után annak idősebb fia, Bourbon–Szicíliai Alfonz (1901–1964), aki a születése jogán a nápoly–szicíliai hercegi címe mellé a spanyol királyi hercegi címet is elnyerte, és 1904-től 1907-ig az Asztúria hercege címet is viselte.
1906. május 31-én azonban XIII. Alfonz megnősült, feleségül vette Viktória brit királynő unokáját, Viktória Eugénia (Ena) (1887–1969) battenbergi hercegnőt, Henrik battenbergi hercegnek és Szász–Coburg–Gotha-i Beatrix brit királyi hercegnőnek a lányát, aki anyja révén hordozója volt a vérzékenység betegségnek, és ezt tovább örökítette lányára, Ena spanyol királynéra. A házasság gyermekáldásban gazdag volt, 7 gyermek született, közöttük 4 fiú, és közülük egy halva született fiún kívül mind megérték a felnőttkort, de a legidősebb, a trónörökös tisztét születésétől apja trónfosztásáig viselő Alfonz (1907–1938), Asztúria hercege, és a legfiatalabb, Gonzalo herceg (1914–1934) örökölték a hibás gént, vérzékenységben szenvedtek, és még szüleik életében, húszon-, harmincévesen meghaltak. Éppen e királyi betegségnek nevezett hemofília előfordulása a királyi hercegeknél, és különösen a trónörökösnél volt többek között az egyik oka, hogy a házasság nem volt boldog, és a házasfelek elhidegültek egymástól, és bár sohasem váltak el, de Alfonz trónfosztása (1931) után külön éltek egymástól.
XIII. Alfonz királysága, de anyja régenssége idején vesztette el Spanyolország a még megmaradt gyarmatait, Kubát és a Fülöp-szigeteket 1898-ban, melyek az USA fennhatósága alá kerültek. A már teljes uralkodói jogokkal bíró Alfonz viszont az I. világháborúban semleges maradt.
A világháború idején XIII. Alfonz interjút adott a budapesti Az Est című lap madridi tudósítójának, Révész Andornak. Ebből kiderül, hogy a király 1908-ban járt már Magyarországon. Felidézte a budapesti Magyar Mezőgazdasági Múzeumban és a Szépművészeti Múzeumban tett látogatását. A spanyol uralkodó kijelentette: „Büszke vagyok magyar ezredemre, a 38. gyalogezredre, amelynek tulajdonosa és ezredese vagyok. Nagyon jól tudom, hogy magyar ezredem mennyire kitüntette magát Szerbiában és a Kárpátokban.” XIII. Alfonz az első világháború alatt az ezred orosz fogságba esett katonáinak érdekében közben járt az orosz cárnál is, ahogy más magyar valamint mindkét oldali hadifoglyokért is. A spanyol uralkodó ugyanis országa küldetésének tekintette a két tábor közötti közvetítő, békét teremtő szerepet az első világháború idején.
Alfonz adott menedéket a trónfosztott utolsó Habsburg uralkodó, IV. Károly özvegyének, Bourbon–Pármai Zita császárnénak és királynénak, valamint családjának 1922-ben a nagyhatalmak tiltakozása ellenére.
Alfonz király 1931. április 14-én az önkormányzati választásokon a jelentősebb városokban és a fővárosban, Madridban az ellenzék elsöprő győzelmének következtében formális lemondás nélkül elhagyta az országot, és még aznap kikiáltották a köztársaságot.
A trónfosztott király Olaszországban telepedett le. A trónörökös és a másodszülött 1933-ban lemondtak a trónöröklési jogukról, és rangon alul nősültek, és bár az elsőszülött fiúnak, Alfonznak egyik felesége sem tudott gyermeket szülni, csak egy házasságon kívüli fia maradt, a másodszülött fiúnak, Jakabnak két törvényes fia is született, de ők nem örökölhették a trónt. Ennek ellenére Jakab infánst és fiú leszármazottait tekintették és tekintik a mai napig is a Bourbon-ház senior tagjainak, illetve ágának, és az uralkodóház fejének a karlista ág kihalása (1936) és XIII. Alfonz halála (1941) után. A két vérzékenységben szenvedő fia is az olaszországi száműzetése idején halt meg.
XIII. Alfonz megérte még a köztársaságiak bukását 1939-ben. Halála előtt egy hónappal, 1941. január 15-én lemondott harmadszülött fia, János (1913–1993), Barcelona grófja javára a királyi címéről, aki III. János néven címzetes spanyol király lett: (1941–1977). Az ő fia volt János Károly infáns (1938. január 5.), aki nagyapja halálakor hároméves volt, és az unoka 1975-ben, Francisco Franco halála után elfoglalhatta a trónt spanyol királyként.

## Gyermekei

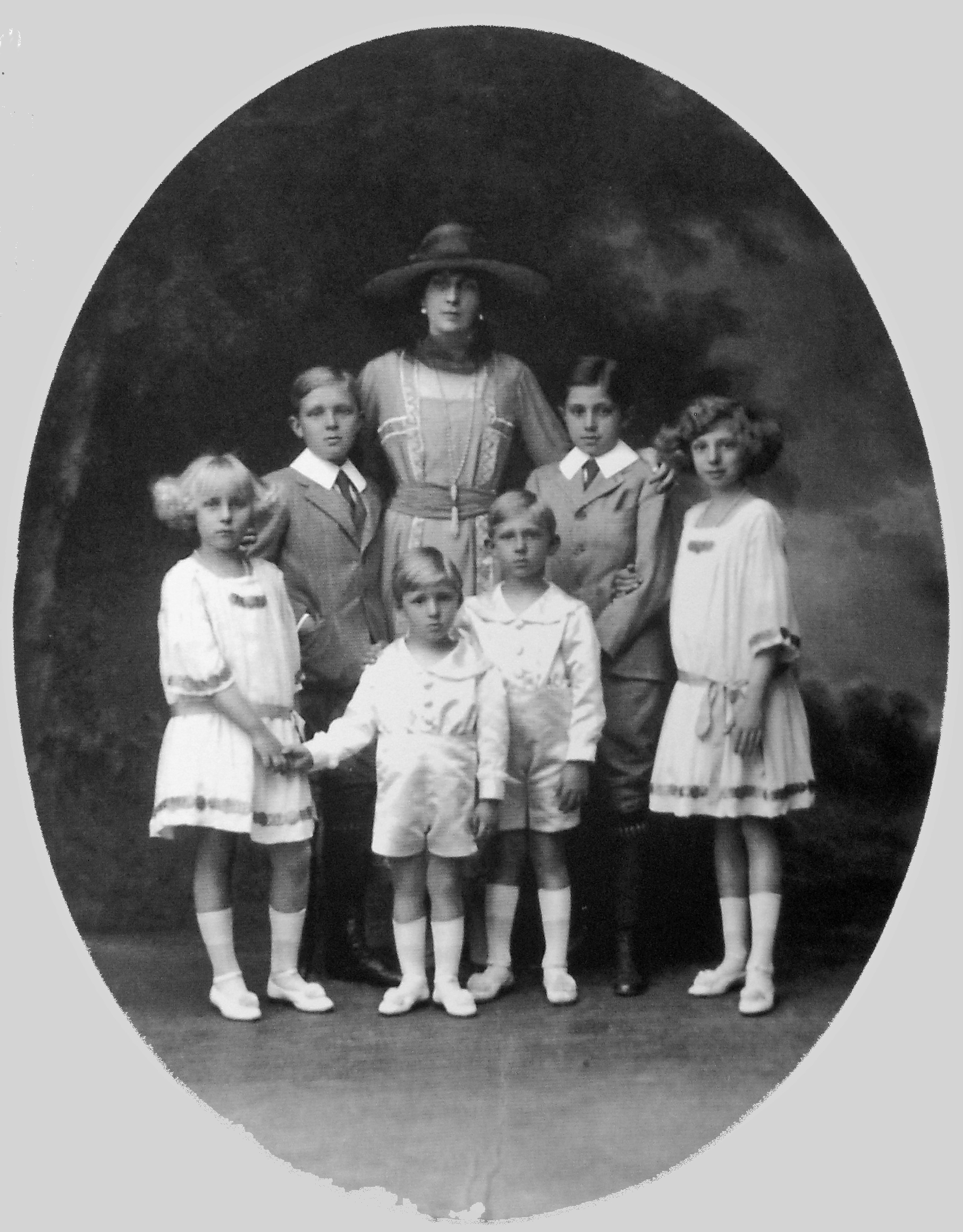
Ena királyné a gyermekeivel 1918-ban

- Feleségétől, Viktória Eugénia (Ena) (1887–1969) battenbergi hercegnőtől, 7 gyermek:
  - Alfonz (1907–1938), Asztúria hercege, 1933-ban lemondott a trónöröklési jogáról, rangon aluli (morganatikus) házasságokat kötött, 1. felesége Edelmira Ocejo (1906–1994), elváltak, gyermekei nem születtek, 2. felesége Marta Rocafort (1913–1993), elváltak, gyermekei nem születtek, 1 természetes fiú
  - Jakab (1908–1975), Segovia hercege, 1933-ban lemondott a trónöröklési jogáról, 1941-től a legitimisták szemében a Bourbon-ház feje, rangon aluli (morganatikus) házasságokat kötött, ezért a leszármazottai nem örökölhetik a trónt, 1. felesége Emanuela de Dampierre őrgrófnő (1913–2012), 2 fiú, 2. felesége Charlotte Tiedmann (1919–1979), újabb gyermekei nem születtek
  - Beatrix (1909–2002), férje Alessandro Torlonia (1911–1986), Civitella-Cesi hercege, 4 gyermek
  - N. (fiú), halva született (1910. június 21.)
  - Mária Krisztina (1911–1996), férje Enrico Cinzano (1895–1968), Marone grófja, 4 leány
  - János (1913–1993), Barcelona grófja, III. János néven címzetes spanyol király (1941–1977), felesége Bourbon Mária de las Mercedes (1910–2000) nápoly-szicíliai királyi hercegnő, 4 gyermek, többek között:
    - I. János Károly (1938–) spanyol király, felesége Oldenburgi Zsófia (1938–) görög királyi hercegnő, 3 gyermek

  - Gonzalo (1914–1934), nem nősült meg, gyermekei nem születtek
- Házasságon kivüli kapcsolatból, Mélanie de Gaufridy de Dortan (1876–1937) úrnő, Philippe Lévêque de Vilmorin felesége, 1 fiú:
  - Roger (de Vilamorin) (1915–1980), aki Louise Lévêque de Vilmorin írónő féltestvére, aki Antoine de Saint-Exupéry francia író jegyese is volt egy időben. 1. felesége Pauline Roissard de Bellet (1892–1945 előtt), 5 gyermek, 2. felesége Edith Alice Cecile Lowther (1906–), 2 leány
- Házasságon kivüli kapcsolatból, María del Carmen Ruíz y Moragas (1898–1936) színésznőtől, Rodolfo Gaona y Jiménez feleségétől, 2 gyermek:
  - Teréz (Ruíz) (1925–1965), férje Arnoldo Bürgisser y Hufenus (1927–1993), 2 gyermek
  - Leandro (1929–2016), a spanyol bíróság 2003-ban hivatalosan elismerte XIII. Alfonz fiának, és használhatja a Bourbon (Borbón) családnevet, 1. felesége María del Rosario Vidal y de Barnola (–1992), elváltak, 2. felesége María de la Concepción de Mora, 6 gyermek
- Házasságon kivüli kapcsolatból, Béatrice Noon úrnőtől, 1 leány:
  - Johanna (Milán) (1916–2005), ismeretlen kapcsolatból 4 gyermek